# Hans Larsen-Bjerre
Hans Jesper Larsen-Bjerre, född 8 april 1910 i Bjerre socken, död 1 september 1999 i Ålsgårde, var en dansk chefredaktör och socialdemokratisk politiker. Han var fiskeriminister i Jens Otto Krags andra regering 1964-1966.

## Bakgrund
Hans Larsen-Bjerre var son till gårdsägaren och folketingsledamoten Lars Larsen-Bjerre (1883–1950) och Kristine Augusta Nielsen (1876–1926). Efter avslutad folkskola (Bjerre skole) genomgick han Skovfogedskolens inträdesprov (1927), var lärling på Bregentveds skogsdistrikt (1928) och Silkeborg statsskogsdistrikt (1929-1930). Han blev tidigt politiskt engagerad och startade upp en avdelning av Danmarks Socialdemokratiske Ungdom i Bjerre som sextonåring. Han fick en utbildning i journalistik på Bornholms Socialdemokrat (1930-1934). Han blev därefter förflyttad till Sønderjyllands Social-Demokrat, där han blev redaktionssekreterare (1935) och ansvarshavande redaktör (1943-1950) efter att Frede Nielsen blev invald i Folketinget. Under Larsen-Bjerres tid steg tidningens dagliga upplaga från 6 000 till 10 000 exemplar. Han blev därefter chefredaktör på Bornholms Socialdemokrat, som nu bytt namn till Bornholmeren (1950-1960). Han var även redaktör på Aktuel Politik (1961) och Socialdemokratiets Nyhedstjeneste (1963). Han var anställd på Arbejderbevægelsens Informations Central (1965) och ledare av A-pressens korrespondensbyrå (1966-1982).
Larsen-Bjerre innehade även många styrelseuppdrag inom media. Han var styrelseledamot i Socialdemokratisk Presseforening (1939-1944) och Socialdemokratisk Redaktørforening (1947-1960), från 1956 som vice ordförande. Han var ledamot (från 1957 i det verkställande utskottet) i Den Danske Presses Telegramudvalg (1952-1962), som var ett organ under Statsradiofonien som förvaltade medel till landets press och utformade nyheternas innehåll. Han var vidare styrelseledamot för Ritzaus Bureau (1952-1962) och Danske Dagblades Fællesrepræsentation (1952-1961).

## Politisk karriär
Larsen-Bjerre var ledamot för Socialdemokratiet i Sønderborgs byråd (1937-1950), varav som ledamot i magistratet (motsvarande kommunstyrelse) från 1944. Han var även partiordförande i Sønderborg (1943-1950) och på Bornholm (1953-1965), samt i Rønne (1951-1965). Från 1951 var han ledamot i partistyrelsen och från 1967 i partiets verkställande utskott. Han var styrelseledamot för Arbejdernes Oplysningsforbund i Rønne (1951-1960). Han blev invald i Folketinget 1960 för Bornholms valkrets och satt där till februari 1965, då han valde att lämna sitt mandat efter att ha varit ledig sedan oktober 1964. Han utnämndes till fiskeriminister 26 september 1964 i samband med att statsminister Jens Otto Krag bildade en ren socialdemokratisk regering. Ministertiden blev mycket kort, då det uppdagades att Larsen-Bjerre tidigare hade dömts för mindre oegentligheter vid en pengainsamling, för vilket han fick böta 500 kronor. Han avskedades från posten och ersattes av Jens Risgaard Knudsen.
Efter sin politiska karriär har Larsen-Bjerre bl.a. varit journalistisk medarbetare på Socialdemokratiets Nyhedstjeneste (från 1973) samt redaktör och medförfattare till ett antal historisk-politiska böcker om arbetarrörelsen.